# 埃萬傑利斯塔·托里拆利
埃万杰利斯塔·托里切利（1608年10月15日—1647年10月25日），意大利物理学与数学家，以发明气压计而闻名。为纪念其成就，气压单位托（torr）以他的姓氏命名。

## 生平
托里切利出生在法恩扎，教皇国的一部分。他像个孤儿被爸爸抛弃丢给叔叔照顾，由他的叔叔从小照顾和教育，他的叔叔，一个名叫卡玛尔迪斯的修士，在1624年将年轻的托里切利送入到耶稣会学院去学习数学和哲学，一直学到1626年。在1627年，托里切利到罗马学习科学，师从比萨的罗马大学数学教授、本笃会僧侣贝内代托·卡斯泰利。
托里切利深入研究了伽利略的《两种新科学的对话》这本书。并从书中获得了有关力学原理的发展的很多启发。1641年，托里切利出版了《论重物的运动》一书，企图对伽利略的动力学定律作出新的自己的结论。卡斯特利在一次拜访伽利略时，将托里切利的论着给伽利略看了，还热情推荐了托里拆利。伽利略看完托里切利论着之后，表示非常欣赏他的卓越见解，便邀请他前来充当助手。托里切利来到佛罗伦萨，会见了伽利略，此时伽利略已双目失明，终日卧在病床上。在他生命的最后三个月中，托里切利和他的学生担任了伽利略口述的笔记者，成了伽利略的最后的学生。
除了一些信件以外，很少有资料涉及托里切利在1632年和1641年几年间的活动，也即卡斯特利将托里切利关于拋體運動路径的论文寄给伽利略的那段时间（此后伽利略被软禁在他在阿切特里的别墅里）。虽然伽利略立马邀请托里切利访问，但他直到伽利略去世前三个月才应邀前往。访问期间，他还记录下了伽利略的《第五日论述》。在伽利略于1642年1月8日逝世后，大公斐迪南二世·德·美第奇请他接任伽利略的托斯卡纳大公国数学家和比萨大学的数学教授之职。在任期间他解决了当时很多重要的数学问题，如寻找摆线的面积和重心。他还设计和制作许多的望远镜和简单的显微镜；数个刻有他的名字大型镜片现在也仍保存在佛罗伦萨。1644年，他一封著名的信中写道：
|  | 我们生活在空气之海之底。 |

在佛罗伦萨染上伤寒的几天后，托里切利去世了，并被安葬在圣洛伦索。为了纪念他，小行星7437被命名为托里切利。他将所有的遗产留给了他收养的儿子亚历山大。

## 物理学方面的贡献

### 气压计
托里切利的首要发明是水银气压计，当初是为了解决一个实际问题而发明的。托斯卡纳大公属下的水泵制造商试图将水压到至少12米高，但却发现10米是水泵的极限。 托里切利使用了水银，它比水重13.6倍。在1643年他制造了一支管大约一米长的玻璃管，密封管口用水银装满管子，并将管子垂直插入一个装满水银的盆子，于是水银柱降到大约76cm高，留下上面的真空就称为托里切利真空。现在我们知道，水银柱的高度变动与大气压的变化有关，而这就是第一个气压计。这个发现使他的名望永存，而真空测量的单位托就是用他的名字来命名的。

### 托里拆利定律
托里切利还发现了托里切利定律，这是一个有关流体从开口流出的流速的定律。这后来被证明是伯努利定律的一种特殊情况。(流体伯努利定律的特例)

### 风的形成
托里切利是第一个用科学的方式描述风的人，他写道：
|  | 风产生于地球上的两个地区的温差和空气密度差。 |

## 托里切利潜艇
意大利的许多潜艇都以托里切利之名命名：
- 一艘米卡级潜艇，在1918年建造，毁壞于1930年。
- 一艘阿基米德級潛艇（建于1934），1937年转让给西班牙并改名为“莫拉将军”，在1959年毁坏。
- 一艘布林级潛艇（建于1937），在1940年在红海被英国海军击沉。
- 前名剑齿鱼的美国潜艇，1960年转让给意大利，于1976年退役。

## 佳作
他的作品手稿保存在意大利佛罗伦萨，以下是已经被印刷出版的：
- 条约的议案（1641年前所作）
- 几何操作（1644）
- 学术讲座（印刷于1715）
- 经验水银（柏林，1897年）。

## 科学贡献
- 汞气压计
- 托里拆利小号：表面积无限大而体积有限的形状
- 费马点
- 拋體運動（英语：Projectile motion）